# Emil Kaiser (Komponist, 1853)

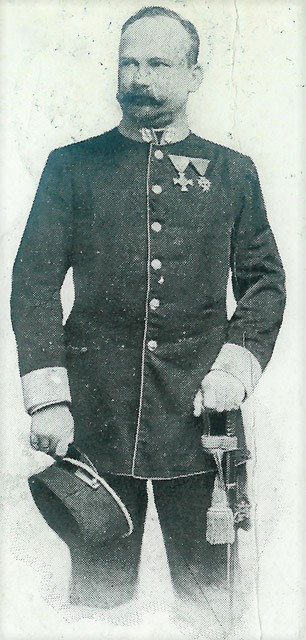
Militärkapellmeister Emil Kaiser

Emil Kaiser (* 7. Februar 1853 in Coburg; † 15. Oktober 1929 in München) war ein Komponist und Militärkapellmeister.

## Leben
Kaiser erhielt seine musikalische Ausbildung zunächst bei Andreas Späth und wechselte dann zum Konservatorium Leipzig. In jungen Jahren wurde er Chordirektor zunächst in Bamberg und Bad Kissingen. Nach einer Vielzahl von Engagements im deutschsprachigen Raum kam er 1878 nach Salzburg, wo er auch am Mozarteum arbeitete. 1880/81 war er in Brünn und Olmütz tätig, wo er 1882 Militärkapellmeister eines Regiments wurde. Im gleichen Jahr führte er in Olmütz seine erste Oper „Der Trompeter von Säckingen“ auf, für die er die Musik und das Libretto („Text nach Victor Scheffel's gleichnamiger Dichtung frei bearbeitet“) geschrieben hat.
Von 1882 bis 1903 war er in Olmütz, Brünn, Prag und Wien als Militärkapellmeister der Infanterieregimenter 100, 35, 3 und 20 tätig. Er „erhielt den offiziellen Auftrag, historische Märsche instrumental neu zu verfassen.“ In Wien leitete er auch ein Orchester und eine Musikschule. 1903 verließ er das Militär und übernahm die Leitung des Kaim-Orchesters in München.

## Werke (Opern)
- 1879: Die Carabinieri des Königs. Oper
- 1882: „Der Trompeter von Säckingen. Lyrische Oper in 3 Aufzügen. Text nach Victor Scheffel's gleichnamiger Dichtung frei bearbeitet.“ Libretto und Musik Emil Kaiser.[3]
- 1886: „Andreas Hofer. Romantische Oper in 3 Aufzügen.“ Libretto und Musik Emil Kaiser.[4]
- 1895: „Das Hexenlied. Romantische Oper in einem Aufzug.“ Musik Emil Kaiser, Libretto Ernst von Wildenbruch.[5]